# Сумаоро, Адама
Бакари́ Адама́ Сумаоро́ (фр. Bakary Adama Soumaoro; родился 18 июня 1992 года в Фонтене-о-Розе, Франция) — французский футболист, защитник.

## Клубная карьера
Сумаоро — воспитанник клуба «Лилль». 2 февраля 2014 года в матче против «Ниццы» он дебютировал в Лиге 1. 3 февраля 2016 года в поединке против «Канна» Адама забил свой первый гол за «Лилль».